# ننی (ملکه)
| D35 · n · n | i | B1 |

| D35 · n · n | i | B1 |

نِنی (انگلیسی: Neni) ملکه همسر مصر باستان در دوران دودمان سیزدهم مصر بود. او همسر پادشاه سوبک‌حتپ سوم و مادر دو دختر او بود: یوحتی‌بو فندی و ددتانقت. تنها لقبی که برای نِنی به اثبات رسیده است، همسر پادشاه است، لقب معمولی ملکه‌های این دوره. چیز دیگری در مورد او شناخته شده نیست. سنگ یادبودی وجود دارد که توسط مباشر او برپا شده است که گواهی می‌دهد که نِنی دارای املاک خاص خود است.